# Eurystauridia olivacea
Eurystauridia olivacea är en fjärilsart som beskrevs av M.Gaede 1928. Eurystauridia olivacea ingår i släktet Eurystauridia och familjen tandspinnare. Inga underarter finns listade i Catalogue of Life.